# سن سباستین د لو ریس
سن سباستین د لو ریس (به اسپانیایی: San Sebastián de los Reyes) یک دهستان‌ در اسپانیا است که در مادرید (بخش خودمختار) واقع شده‌است. سن سباستین د لو ریس ۵۹٫۲۶ کیلومتر مربع مساحت و ۷۵٬۹۱۲ نفر جمعیت دارد و ۷۳۰ متر بالاتر از سطح دریا واقع شده‌است.

## خواهرخوانده
شهر بواناتال خواهرخواندهٔ سن سباستین د لو ریس هست.